# Cohomologia de De Rham
A l'entorn de la geometria diferencial, les formes diferencials a la varietat diferenciable que són derivades exteriors es diuen exactes, i les formes tals que les seves derivades exteriors són 0 es diuen tancades (vegeu formes diferencials tancades i exactes).
Les formes exactes són tancades, així que els espais vectorials de k-formes juntament amb la derivada exterior són un complex de cocadenas. Els espais vectorials de les formes tancades mòdul les formes exactes es diuen els grups de cohomologia de De Rham'. El producte falca dota la suma directa d'aquests grups amb una estructura d'anell.
El teorema de De Rham, provat per Georges de Rham el 1931, estableix que per a una varietat diferenciable compacta orientable M, aquests grups són isomorfs com espais vectorials reals amb els grups de cohomologia singular H  p  (M; R). A més, els dos anells de cohomologia són isomorfs (com anell graduat). El teorema de Stokes generalitzat és una expressió de la dualitat entre la cohomologia de De Rham i l'homologia de cadenes complexes.

## Formes harmòniques
Per a la varietat diferenciable M, es pot equipar amb alguna mètrica de Riemann auxiliar. Llavors el laplacià Δ, definit per
 * d * d+d * d * 
usant la derivada exterior i el dual de Hodge defineix un operador diferencial lineal homogeni (en graduació) que actua sobre l'àlgebra exterior formada per les formes diferencials: podem mirar la seva acció a cada component de grau p per separat.
Si M és compacte i orientat, la dimensió del seu nucli que actua sobre l'espai de p-formas és llavors igual (per la teoria de Hodge) a la del grup de cohomologia de De Rham de grau p: el laplacià selecciona una manera harmònica única en cada classe de cohomologia de formes tancades, en particular l'espai de tot les formes p-harmòniques a M és isomorf a H p (M; R).